# Blythipicus
Blythipicus je rod ptica iz porodice djetlića.

## Vanjske poveznice
- Stanište roda Blythipicus